# Galepsus bispinosus
Galepsus bispinosus är en bönsyrseart som beskrevs av Max Beier 1957. Galepsus bispinosus ingår i släktet Galepsus och familjen Tarachodidae. Inga underarter finns listade i Catalogue of Life.